# Феліпе Гусман
Феліпе Гусман (ісп. Felipe Guzmán; нар. 17 жовтня 1967) — мексиканський борець вільного стилю, чемпіон та срібний призер Панамериканських чемпіонатів, срібний призер Панамериканських ігор, срібний призер Центральноамериканських і Карибських ігор, учасник Олімпійських ігор.

## Життєпис
Боротьбою почав займатися з 1983 року. 
Виступав за спортивний клуб Халіско. Тренер — Абель Ернандес.

## Спортивні результати на міжнародних змаганнях

### Виступи на Олімпіадах
| Змагання                    | Збірна  | Вагова категорія          | Місце |
| --------------------------- | ------- | ------------------------- | ----- |
| Літні Олімпійські ігри 1996 | Мексика | вільна боротьба, до 74 кг | 20    |

### Виступи на Чемпіонатах світу
| Змагання                        | Збірна  | Вагова категорія          | Місце |
| ------------------------------- | ------- | ------------------------- | ----- |
| Чемпіонат світу з боротьби 1991 | Мексика | вільна боротьба, до 74 кг | 18    |
| Чемпіонат світу з боротьби 1994 | Мексика | вільна боротьба, до 74 кг | 11    |
| Чемпіонат світу з боротьби 1995 | Мексика | вільна боротьба, до 74 кг | 25    |

### Виступи на Панамериканських чемпіонатах
| Змагання                                   | Збірна  | Вагова категорія          | Місце  |
| ------------------------------------------ | ------- | ------------------------- | ------ |
| Панамериканський чемпіонат з боротьби 1988 | Мексика | вільна боротьба, до 68 кг | 4      |
| Панамериканський чемпіонат з боротьби 1989 | Мексика | вільна боротьба, до 68 кг | 5      |
| Панамериканський чемпіонат з боротьби 1990 | Мексика | вільна боротьба, до 68 кг | 4      |
| Панамериканський чемпіонат з боротьби 1991 | Мексика | вільна боротьба, до 74 кг | Срібло |
| Панамериканський чемпіонат з боротьби 1992 | Мексика | вільна боротьба, до 74 кг | 4      |
| Панамериканський чемпіонат з боротьби 1993 | Мексика | вільна боротьба, до 74 кг | Золото |
| Панамериканський чемпіонат з боротьби 1997 | Мексика | вільна боротьба, до 76 кг | 6      |

### Виступи на Панамериканських іграх
| Змагання                  | Збірна  | Вагова категорія          | Місце  |
| ------------------------- | ------- | ------------------------- | ------ |
| Панамериканські ігри 1991 | Мексика | вільна боротьба, до 74 кг | Срібло |
| Панамериканські ігри 1995 | Мексика | вільна боротьба, до 74 кг | 4      |

### Виступи на Чемпіонатах Центральної Америки
| Змагання                                      | Збірна  | Вагова категорія          | Місце |
| --------------------------------------------- | ------- | ------------------------- | ----- |
| Чемпіонат Центральної Америки з боротьби 1990 | Мексика | вільна боротьба, до 68 кг | 5     |

### Виступи на Центральноамериканських і Карибських іграх
| Змагання                                     | Збірна  | Вагова категорія          | Місце  |
| -------------------------------------------- | ------- | ------------------------- | ------ |
| Центральноамериканські і Карибські ігри 1990 | Мексика | вільна боротьба, до 68 кг | 5      |
| Центральноамериканські і Карибські ігри 1993 | Мексика | вільна боротьба, до 74 кг | Срібло |

### Виступи на інших змаганнях
| Змагання                                                             | Збірна  | Вагова категорія          | Місце |
| -------------------------------------------------------------------- | ------- | ------------------------- | ----- |
| Панамериканський Олімпійський кваліфікаційний турнір з боротьби 1996 | Мексика | вільна боротьба, до 74 кг | 4     |
| Тестовий турнір FILA 1998                                            | Мексика | вільна боротьба, до 76 кг | 5     |